# Cnastis tinctor
Cnastis tinctor là một loài tò vò trong họ Ichneumonidae.